# Acroconidiellina chloridis
Acroconidiellina chloridis är en svampart som beskrevs av M.B. Ellis 1971. Acroconidiellina chloridis ingår i släktet Acroconidiellina, divisionen sporsäcksvampar och riket svampar.   Inga underarter finns listade i Catalogue of Life.